# Parc Mòbil de l'Estat
El Parc Mòbil de l'Estat (PME) és un organisme autònom d'Espanya encarregat de l'administració i gestió dels automòbils i de prestar els serveis de transport de passatgers de l'Administració General de l'Estat i altres entitats.

## Història
El Parc Mòbil de l'Estat (PME) va ser creat per Decret de 28 de setembre de 1935, amb la denominació de Parc Mòbil de Ministeris Civils, Vigilància i Seguretat, coexistint amb els de Guerra i Marina i de la Guàrdia Civil. Més tard, va ser regulat per Decret de 9 de març de 1940, configurant-lo com l'Organisme de l'Estat en el qual es concentren els serveis d'automobilisme de tots els Departaments civils, excepte els serveis provincials d'Obres Públiques.
Posteriorment, el Decret 2764/1967, de 23 de novembre, va canviar la seva adscripció orgànica, passant a dependre del Ministeri d'Hisenda, alhora que impulsava el procés de concentració dels serveis automobilístics de l'Estat, mentre el Decret 151/1968, de 25 de gener, passa a denominar-lo Parc Mòbil Ministerial.
El Parc Mòbil Ministerial es trobava regulat pel Reial decret 280/1987, de 30 de gener, que el configurava com un organisme autònom de caràcter comercial, dels compresos a l'apartat 1.b) de l'article 4 de la Llei General Pressupostària, adscrit al Ministeri d'Economia i Hisenda a través de la Subsecretaria del Departament.
L'article 60 de la Llei 50/1998, de 30 de desembre, de Mesures Fiscals, Administratives i de l'Ordre Social configura al Parc Mòbil Ministerial com un Organisme autònom de caràcter comercial, adscrit al Ministeri d'Hisenda i Administracions Públiques.
Per Reial decret 146/1999, de 29 de gener, el Parc Mòbil Ministerial pansa a denominar-se Parc Mòbil de l'Estat, establint-se en aquest Reial decret la seva naturalesa, estructura, competències i funcions. Així mateix, el Reial decret 1163/1999, de 2 de juliol, disposa la integració de les Delegacions Territorials i Parcs Provincials del Parc Mòbil de l'Estat en les Delegacions i Subdelegacions del Govern.
La Disposició transitòria 1a. de la Llei 47/2003, de 26 de novembre, Llei General Pressupostària estableix que en el termini d'un any a partir de l'entrada en vigor de la llei, es procedirà a l'adaptació de la normativa reguladora dels organismes autònoms als quals es refereix l'apartat un de l'article 60 de la Llei 50/1998, de 30 de desembre, de mesures fiscals, administratives i de l'ordre social, a les disposicions contingudes en aquesta llei, atenent a les peculiaritats derivades de l'activitat exercida per aquests organismes. No obstant això, en tant no es procedeixi a l'adaptació prevista a l'apartat 1 d'aquesta disposició, els citats organismes públics s'ajustaran en el seu règim pressupostari al previst per als organismes autònoms en aquesta llei, sense perjudici de les especialitats que es derivin de les operacions de caràcter comercial, industrial, financer i anàleg regulades en el capítol II del títol II de l'anterior text refós de la Llei General Pressupostària.
Per Reial decret 1527/2012, de 8 de novembre, de reforma del Reial decret 146/1999, de 29 de gener, es determinen amb major precisió i rigor, la gestió dels serveis automobilístics, per incidir en una millor consecució dels objectius bàsics que li atribueix l'esmentat Reial decret i d'acord amb les exigències actuals d'eficiència i racionalització en la seva administració de la flota oficial, igualment s'atribueix major autonomia de decisió al Consell Rector del PME. La Disposició Final Catorzena de la Llei 17/2012, de PGE per a l'exercici 2013 posa fi a la vigència de les operacions comercials, ordenant la seva integració a partir de l'1 de gener de 2014 en els corresponents estats de despeses i ingressos dels PGE.
L'Ordre HAP/149/2013, de 29 de gener, regula els serveis d'automobilisme que presta el Parc Mòbil de l'Estat i les unitats del Parc Mòbil integrades en les Delegacions del Govern, Subdelegacions del Govern i Adreces Insulars. La Llei 15/2014 de 16 de setembre, de Racionalització del Sector Públic i altres mesures de reforma administrativa, que en la seva disposició addicional desena, crea el Registre de Vehicles del Sector Públic Estatal, amb l'objecte d'agrupar i unificar en un sol arxiu tots els vehicles pertanyents a aquest sector, la qual cosa permetrà racionalitzar la seva gestió i control.

## Descripció
El Parc Mòbil de l'Estat està configurat com un Organisme Autònom dels previstos en l'article 45 de la Llei 6/1997, de 14 d'abril, d'Organització i Funcionament de l'Administració General de l'Estat, adscrit al Ministeri d'Hisenda, a través de la Subsecretaria.
La seva estructura i funcionament estan regulats pel Reial decret 146/1999, de 29 de gener, pel qual es modifica l'estructura orgànica bàsica i funcions, i es transforma l'Organisme Autònom Parc Mòbil Ministerial en Parc Mòbil de l'Estat (B.O.E. n. 26 de 30 de gener), i pel Reial decret 1163/1999, de 2 de juliol (B.O.E. n: 158, de 3 de juliol), d'integració dels serveis perifèrics de l'Organisme Autònom Parc Mòbil de l'Estat en les Delegacions i Subdelegacions del Govern.
L'organigrama del Parc Mòbil de l'Estat consta d'un Consell Rector i la Direcció general. El Consell Rector es compon de quinze vocals més el Secretari del mateix, i està presidit per la Subsecretaria del Departament. De la Direcció General, que és el Vicepresident del Consell Rector, depenen les Subdireccions Generals següents: Secretaria General, Subdirecció General de Gestió, Subdirecció General de Règim Econòmic i Subdirecció General de Recursos Humans.
Els serveis perifèrics del PME es troben integrats en les Delegacions i Subdelegacions del Govern, de les quals depenen orgànicament. No obstant això, funcionalment mantenen la relació amb el Parc Mòbil de l'Estat, a través d'una Comissió de Coordinació. Adscrita a la Direcció general està la Intervenció Delegada.

## Serveis
Segons disposa l'article 4 del Reial decret 146/1999, de 29 de gener, el Parc Mòbil de l'Estat administra els serveis d'automobilisme de l'Administració General de l'Estat, organismes públics i altres entitats de Dret Públic, vinculades o dependents de l'Administració General de l'Estat, així com els dels Òrgans Constitucionals de l'Estat, quan aquests així ho demanin.
1. De representació als alts càrrecs de l'Administració de l'Estat, i dels organismes públics i altres entitats de Dret Públic, vinculats o dependents d'aquella, així com als Òrgans Constitucionals de l'Estat.
2. Els serveis generals i ordinaris que li demanin els departaments ministerials i altres organismes públics de l'Administració General de l'Estat.
3. Els serveis extraordinaris que, de manera específica i ocasional, li demandin els destinataris dels anteriors serveis, mitjançant l'oportuna contraprestació econòmica.

## Estadístiques
En 2015, el PME comptava amb un total de 648 vehicles en servei (788 en 2012), que van recórrer gairebé set milions de quilòmetres consumint 788.000 litres de combustible i emprava 925 persones dels quals 767 eren conductors (934 en 2012) que representen un 82,91% sobre el total.

## Seu
La seu se situo al carrer Cea Bermúdez, ocupant una parcel·la de 26.700 metres quadrats (superfície semblant a la de l'estadi Santiago Bernabéu i la meitat del que ocupa el Palau de la Moncloa).
La construcció està distribuïda en 6 plantes sobre rasant (oficines) i 1 planta en soterrani, la superfície total construïda és aproximadament de 70.000 m². Els usos al fet que es destina l'immoble del PME es distingeixen per a cadascun dels tres edificis que existeixen en: administratiu, aparcament i taller de recanvis. No obstant això el garatge consta d'una planta sobre rasant i un taller. El taller és una gran nau d'una sola planta amb sostre en forma de dents de xerrac, típic de l'arquitectura industrial. D'aquesta forma s'aconseguia crear grans espais i una major entrada de llum en els tallers o fàbriques.
Aixecat sobre els terrenys de l'antic Cementiri de la Patriarcal, destaca la configuració urbanística del recinte, concebut com una petita ciutat autosuficient —amb les seves pròpies dotacions esportives, comercials, escolars, recreatives i religioses—, que es fa permeable a la ciutat a la plaça on s'aixeca l'església parroquial de San Cristóbal i San Rafael. És un exemple de l'anomenat «paternalisme industrial» consistent en la construcció de poblats per als treballadors entorn de les instal·lacions fabrils o mineres on prestaven els seus serveis”.
L'immoble alberga un mural de Germán Calvo, titulat Los oficios del automóvil, pintat en 1951. Mesura 26 metres de llarg per 1,6 d'alt, i representa les diferents escenes dels oficis: tapisseria, fusteria –antigament els vehicles eren de fusta-, construcció del parc mòbil, l'estudi de l'arquitecte, la soldadura i, finalment, la pintura. Aquest mural és «possiblement l'única rèplica en contingut i grandària dels cèlebres murals industrials que [el muralista mexicà] Diego Rivera va pintar a principis dels anys trenta en les factories automobilístiques de Ford i General Motors, a la ciutat nord-americana de Detroit».
Arran del 80 aniversari del PME, del 10 de juliol al 30 de setembre de 2015, es va realitzar una exposició on es va poder contemplar una gran mostra de vehicles històrics així com eines i utensilis relacionats amb el seu manteniment. Correus va celebrar l'efemèrides llançant un segell commemoratiu l'1 de juliol d'aquest any amb un valor facial d'1,15 € i un tiratge de 200.000 unitats.